# Élio Paládio
Élio Paládio (em latim: Aelius Palladius), também conhecido como o Barbeiro, foi um oficial romano do século IV, ativo durante o reinado conjunto dos imperadores Valentiniano I (r. 364–375) e Valente I (r. 364–378). Nativo da Palestina, aparece nas fontes nos anos 370 quando exerceu, entre 371 e 374, a função de prefeito augustal do Egito. Nesta posição apoiou, sob ordens de Valente, o bispo ariano Lúcio como sucessor do arcebispo alexandrino Atanásio I e expulsou o sucessor designado Paulo II.